# Art contemporain africain

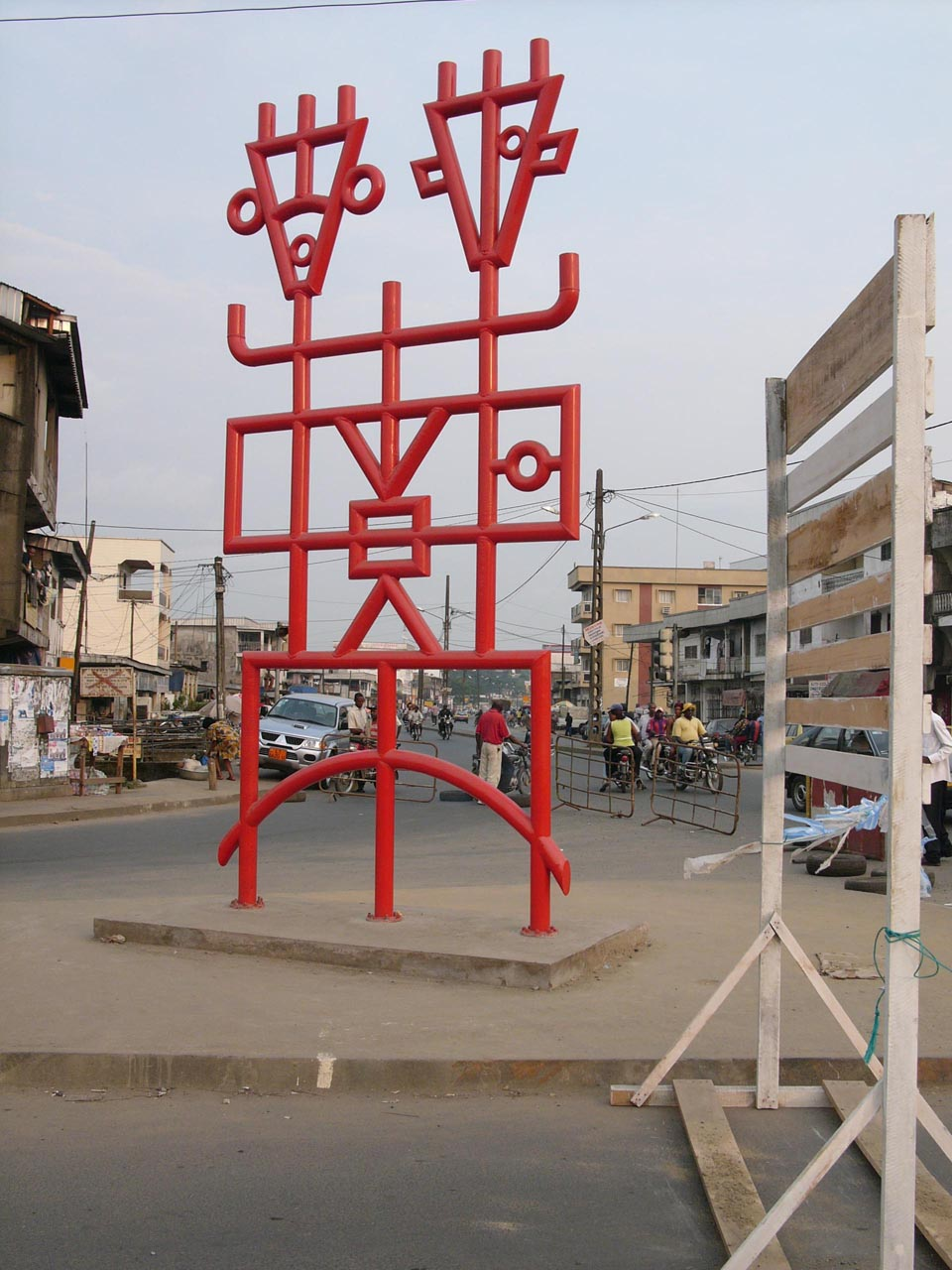
Njé Mo Yé, Koko Komégné, Cameroun, 2007

L’art contemporain africain s'inspire aussi bien des traditions du continent que des réalités urbaines contemporaines de l'Afrique.
Les techniques et les supports sont variés : peinture, installations avec projection vidéo, sculptures faites en matériaux de récupération.

## Définitions
La notion même d'art contemporain africain a évolué au fil des ans. À la fin des années 1960, l'art moderne et contemporain africain se définit par opposition à une forme artistique précoloniale qui est reliée à un peuple ou à un groupe culturel. L'art contemporain naitrait à la fin de la période coloniale avec l'apparition d'artistes qui ne sont plus des anonymes. Les échanges culturels entre l'Europe colonisatrice et l'Afrique seraient aussi le signe de cette apparition d'un art contemporain puisque que les artistes mêleraient ces influences pour créer un art original.
Cependant, plus récemment, le début de l'art contemporain africain est parfois daté des années 1980-1990, par opposition à une forme d'art antérieure nourrie des idéologies pan-africaines ou de la négritude, et alors qualifiée d'art moderne africain. Les projets artistiques contemporains seraient plus individuels, moins collectifs. Les évolutions politiques, sociétales et culturelles ont transformé les sociétés africaines et l'art s'est nourri de ces transformations.
U.-S. C. Nzewi postule  que les évolutions du Dak'Art  sont  représentatives de l'art contemporain africain dans son ensemble, et souligne  que si les objets étaient jusque là des tableaux ou des sculptures, de nouveaux modes d'expression sont apparus durant les années 2000 (photographie, vidéos, performances, etc.), reflétant l'emprise de la globalisation et la vision néolibérale du marché de l'art.
Côté occidental, malgré des débuts de diffusion d'artistes africains à partir de la fin des années 1980, et la multiplication des références à cet art contemporain, plusieurs professionnels de l'art manifestent des réticences à traiter d'un courant homogène, commun à toute l'Afrique, s'abritant quelquefois derrière une fatale ignorance d'un domaine aussi vaste, et certains ne voient dans la notion même d'art contemporain africain qu'une étiquette commode pour valoriser sur le marché une production perçue comme financièrement prometteuse, ou redoutent un étiquetage au risque du post-colonialisme,, ce dernier avis étant partagé par une éditrice de critique d'art franco-ivoirienne pour qui «  il n'y a pas » non plus « d'art contemporain africain », l'origine d'un artiste ne pouvant définir son art. Tous s'accordent toutefois  sur l'existence d'un art contemporain en Afrique, un second point de débat étant l'inclusion ou pas de formes d'art dites populaires ou non conceptuelles ainsi que du courant primitiviste.

## Historique
Les premiers bouillonnements connus de l'art contemporain en Afrique sont sans doute ceux initiés au sein du Mbari Club du début des années 1960 et pendant les années 1970, dans la ville d'Osogbo, au Nigéria. Sous l'impulsion de Susanne Wenger, d'Ulli et Georgina Beier, des ouvriers, artisans et artistes se forment à de nouveaux modes d'expression appliqués à l'art religieux traditionnel
, et certains de leurs travaux sont relayés par le magazine littéraire de la même galaxie, Black Orpheus.
Pendant cette période, les pays africains acquièrent leur indépendance et les artistes locaux cherchent une identité propre, un art national, de nouveaux canons de beauté. C'est ainsi que des mouvements apparaissent, comme le vohou-vohou en Côte d'Ivoire, le premier à rompre l'académisme post-colonial dans son pays.
En 1988, le critique d'art Achille Bonito Oliva est le promoteur du peintre africain Fathi Hassan à la XXIIIe Biennale de Venise, le premier artiste africain à cette Biennale de Venise, et il devient l'artiste africain le plus connu en Europe, ouvrant la voie aux nouvelles promesses du continent africain.
En 1989, l'exposition Magiciens de la terre (Centre Pompidou/Grande Halle de la Villette) présentait des œuvres d'art africain contemporain (d'artistes vivants) pour la première fois en Europe, mode de monstration mettant en valeur un certain primitivisme exotique.
En 2005, l’exposition Africa Remix, présentée en Allemagne, en Grande-Bretagne, en France et au Japon, montre un panorama important de l'art contemporain spécifiquement africain, et, surtout, la richesse de l'art sub-saharien.
En 2014, le centre national d'art et de culture Georges Pompidou - Beaubourg de Paris expose les œuvres trois membres de l'école de Poto-Poto, Marcel Gotene (Gouache sur toile sans titre), Nicolas Ondongo (Marché en AEF) et Jacques Zigoma (Retour du Marché) dans le cadre de l'exposition D'une rive à l'autre.
L'Afrique s'est dotée de quelques centres d'art contemporain. Festivals ou biennales sont organisés sur le continent, les plus connus étant la Biennale de Dakar au Sénégal, les Rencontres de la photographie de Bamako (Mali), la Biennale Bénin, ou encore la Biennale de Marrakech (Maroc). Cependant, globalement, le manque de politiques culturelles et de moyens des États africains rend difficile l'émergence d'un écosystème artistique et d'une structuration du marché de l'art sur le continent, qui reste pauvre en initiatives de soutien à la création, musées, galeries, résidences, etc. La situation est par ailleurs très inégale d'un pays à l'autre du continent (l'Afrique du Sud, le Nigeria ou encore le Maroc figurant parmi ceux dont l'infrastructure et le marché sont les plus développés).
Plusieurs grandes collections privées d’œuvres d'artistes africains contemporains se sont constituées, en particulier la Contemporary African Art Collection (CAAC) basée à Genève, constituée à partir de 1989 par l'homme d'affaires italien Jean Pigozzi par l'intermédiaire du commissaire et marchand d'art André Magnin. Depuis 2000, le couple Gervanne et Matthias Leridon, fondateurs du fonds de dotation African Artists for Development, se constitue une collection d’œuvres du continent et a ainsi réuni environ deux mille pièces en quinze ans. Basée sur le continent africain lui-même, la collection Sindika Dokolo, à Luanda (Angola), a été lancée par le collectionneur et homme d’affaires congolais Sindika Dokolo, l’artiste Fernando Alvim et le commissaire Simon Njami.
Depuis 2013, les signes d'une plus grande visibilité et reconnaissance de l'art contemporain africain se font de plus en plus nombreux. Plus exposés, plus présents sur le marché de l'art, les artistes africains font désormais l'objet de foires spécialisées (1:54 à Londres et New York, Also Known As Africa (AKAA) à Paris),, de ventes spécialisées (chez Bonhams, Piasa, Millon), d’expositions à grand succès (à Paris, Beauté Congo à la Fondation Cartier en 2015, Seydou Keita au Grand-Palais en 2016) et commencent à occuper une place plus visible dans les grands événements artistiques internationaux (à la Biennale de Venise en 2015, une trentaine d'artistes venus du continent africain étaient invités),.

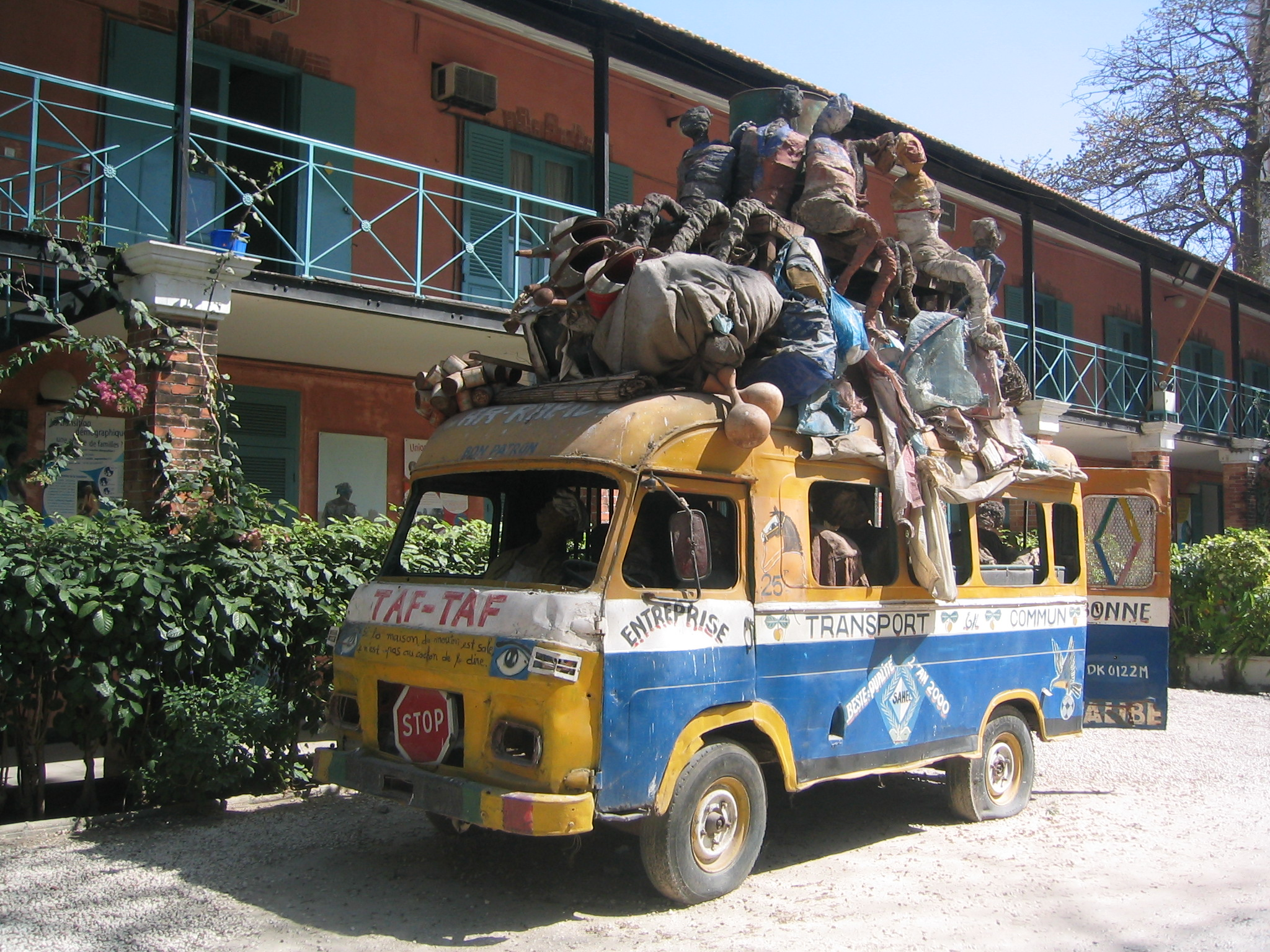
Taxi Taf-Taf (Dominique Zinkpè, Bénin)
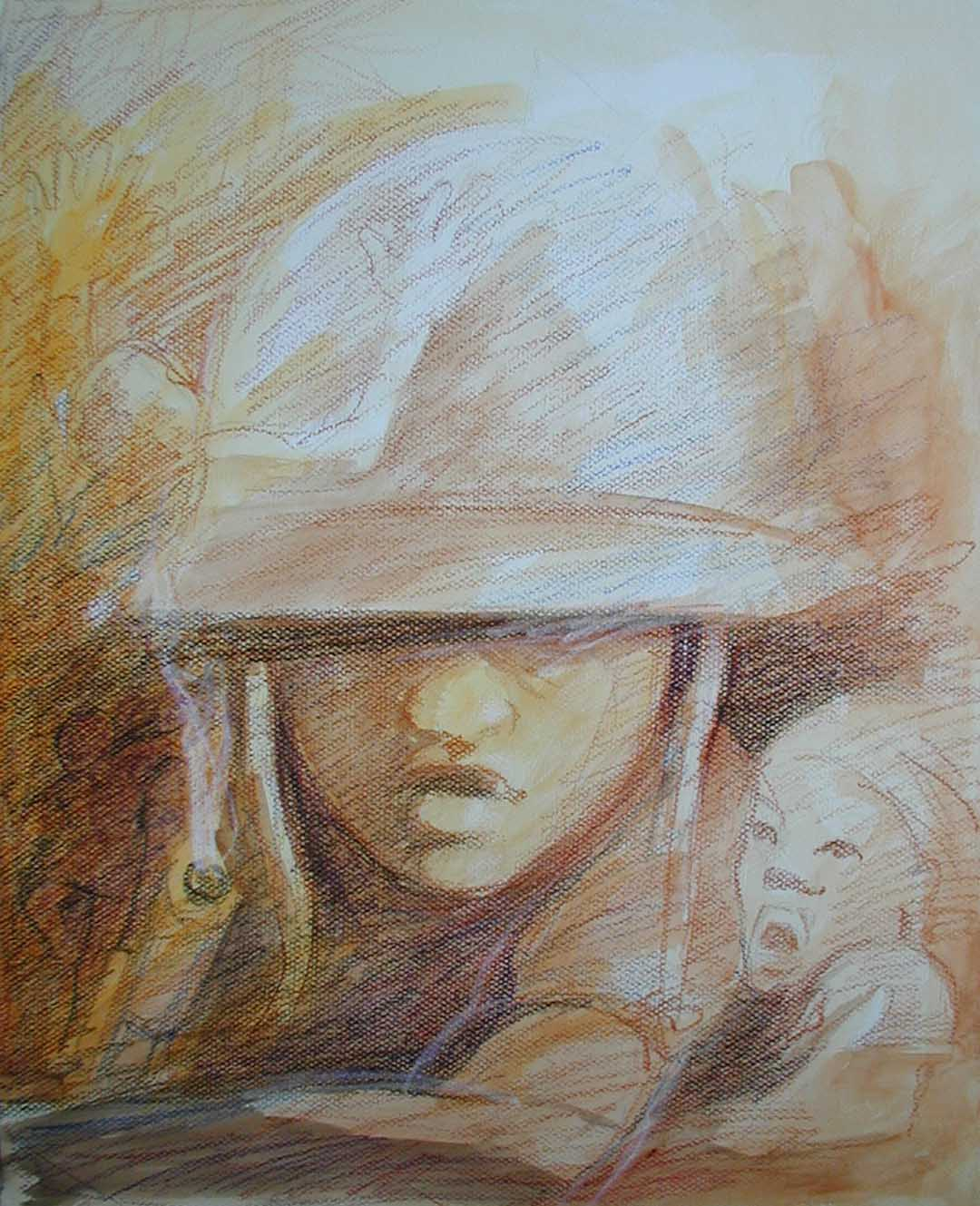
Enfant soldat en Côte d'Ivoire (Gilbert G. Groud, 2009)
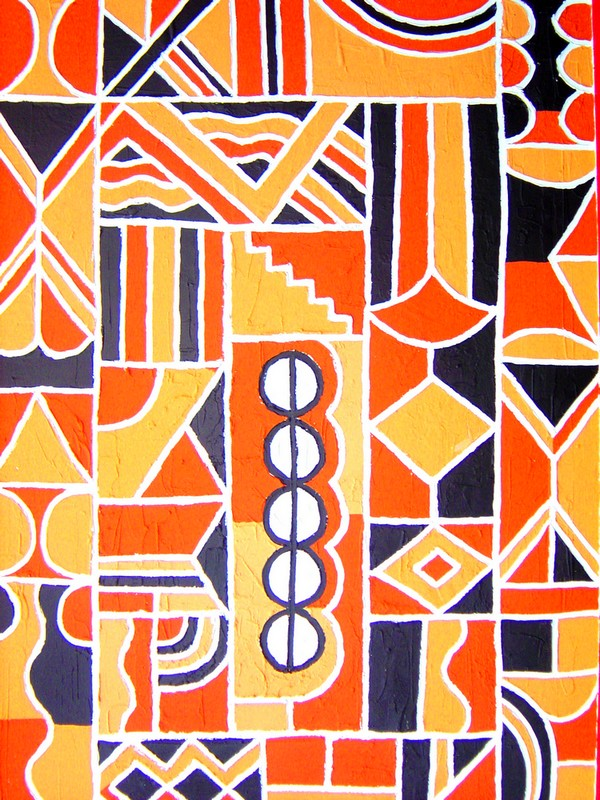
Long way( Twagirumukiza Kabuga innocent Tinnoka, Rwanda)

## Événements
Sous le terme d'événements sont compris les biennales, triennales et autres festivals artistiques ayant lieu en Afrique.

### Afrique du Sud
- Biennale de Johannesburg : 1995 et 1997
- Durban International Film Festival, Durban[19].

### Congo Brazzaville
- Rencontre International d'Art Contemporain, biennale organisée depuis 2012, par Les Ateliers Sahm de Bill Kouélany

### Côte d'Ivoire
- MASA : Marché des arts du spectacle africain, initiative de l'Agence Intergouvernementale de la Francophonie.

### Nigeria
- FESTAC 77 : festival mondial des arts nègres organisé à Lagos. Cet événement a célébré pendant un mois la culture africaine et présenté au monde la musique, les beaux-arts, la littérature, le théâtre, la danse, la philosophie et les religions traditionnelles africaines, mais aussi son art contemporain.

### Sénégal
- Fesman III : Troisième Festival mondial des Arts nègres, Dakar, juin 2008.

### Maroc
- EXPOSITION Le Maroc contemporain – Institut du monde arabe[20]
- La 5ème Foire internationale d'art contemporain "IN RABAT"[21]

## Promotion des artistes africains

### Fondation Zinsou
La Fondation Zinsou est une fondation privée. Elle a ouvert ses portes en 2005 à Cotonou, au Bénin. Tout d’abord principalement un lieu d’exposition pour les artistes contemporains africains, elle a vu ses horizons s’élargir et son action se renforcer au cours des 13 dernières années.
Désormais l’action de la Fondation est aussi bien artistique que culturelle, pédagogique et sociale.